# Провербиум
Провербиум (лат. proverbium – изрека, пословица) је елеменат стила у прози и поезији који не спада у тропе и фигуре. Аристотел и Квинтилијан су засебно обрађивали изреке и пословице (сентенција), а у касноантичкој књижевности биле су популарне збирке изрека појединих писаца (Еурипид, Менандар), које су се користиле и као приручници за реторику и писање. У средњем вијеку нарочито је био популаран Овидије због обиља пословица. Провербиум најчешће садржи неку максиму из домена практичног морала и резоновања. 